# 大船郵便局
大船郵便局
- （おおふなゆうびんきょく） - 神奈川県鎌倉市にある郵便局。本記事で記述する。
- （おおふねゆうびんきょく） - 北海道函館市にある郵便局。局番号は94077。

大船郵便局（おおふなゆうびんきょく）は神奈川県鎌倉市大船にある郵便局。民営化前の分類では集配普通郵便局であった。

## 概要
住所：〒247-8799 神奈川県鎌倉市大船2-20-23

### 併設施設
- ゆうちょ銀行大船店（さいたま支店大船出張所）：取扱店番号020950

## 沿革
- 1904年（明治37年）
  - 3月25日 - 大船郵便局（三等）として開設[1]。
  - 11月11日 - 小坂村大字大船から同村大字台に移転[2]。
- 1905年（明治38年）11月6日 - 小坂村大字台から同村大字小袋谷に移転[3]。
- 1928年（昭和3年）12月21日 - 電話通話事務を開始[4]。
- 1943年（昭和18年）2月21日 - 特定郵便局から普通郵便局に局種別改定[5]。
- 1956年（昭和31年）
  - 9月16日 - 電話通話事務の取扱を開始[6]。
  - 11月1日 - 和文電報受付事務の取扱を開始。
- 1979年（昭和54年）8月 - 局舎新築落成。
- 1998年（平成10年）9月1日 - 外国通貨の両替および旅行小切手の売買に関する業務取扱を開始。
- 2007年（平成19年）10月1日 - 民営化に伴い、併設された郵便事業大船支店、ゆうちょ銀行大船店に一部業務を移管。
- 2012年（平成24年）10月1日 - 日本郵便株式会社の発足に伴い、郵便事業大船支店を大船郵便局に統合。

## 取扱内容

### 大船郵便局
- 郵便、印紙、ゆうパック、内容証明
- 生命保険、バイク自賠責保険、自動車保険
- 「247-00xx」区域（鎌倉市の西部地域および横浜市栄区の東部地域）の集配業務
- ゆうゆう窓口

### ゆうちょ銀行大船店
- 貯金、貸付、為替、振替、振込、国際送金、外貨両替、国債、投資信託、変額年金保険
- ATM

## 周辺
- 鎌倉芸術館
- 鎌倉女子大学
- BOOK OFF鎌倉大船店
- イトーヨーカドー大船店
- 芝浦メカトロニクス横浜事業所
- 大船中央病院

## アクセス
- JR東日本（東海道本線・横須賀線・根岸線）、湘南モノレール「大船駅」（東口）から徒歩約9分
- 江ノ電バス 松竹前[7]停留所下車
- 横浜横須賀道路 日野ICから南西へ、もしくは港南台ICから西へそれぞれ約6km
- 駐車場あり：9台